# Isole di Heiberg
Le isole di Heiberg (in russo острова Гейберга, ostrova Gejberga) sono un gruppo di isole russe bagnate dal mare di Kara.
Amministrativamente fanno parte del distretto di Tajmyr del Territorio di Krasnojarsk, nel Circondario federale della Siberia.

## Geografia
Le isole sono situate all'ingresso occidentale dello stretto di Vil'kickij (пролив Вилькицкого, proliv Vil'kickogo), a metà strada tra l'isola Bolscevica e la penisola del Tajmyr. Fanno parte della Riserva naturale del Grande Artico.
Si tratta di 4 isole e di un isolotto senza nome, che si sviluppano in direzione ovest-est, a ovest di capo Vega (мыс Вега) e a 35–45 km dal continente. Il punto più alto del gruppo è di 42 m s.l.m. sull'isola Vostočnyj.
Le coste sono piatte, il territorio è coperto da una rada vegetazione tipica della tundra. Il mare attorno alle isole è coperto di ghiaccio, il che le porta ad essere collegate alla terraferma per la maggior parte dell'anno.
In particolare, le isole, i cui nomi indicano la posizione geografica, sono:
- Isola Zapadnyj (остров Западный, in italiano "isola occidentale"),[2] oltre ad essere la più occidentale e anche la più settentrionale, e la seconda per grandezza. Ha una forma ovale e misura circa 4 km di lunghezza e 1,2 km di larghezza massima.[3] Il punto più alto è di 23 m s.l.m.
- Isola Srednij (остров Средний, "isola centrale"),[4] è anche la più meridionale e la più grande del gruppo. Ha una forma allungata irregolare con luna lunghezza di circa 5 km e una larghezza massima di 2,9 km.[3] Nella parte centrale è presente un lago.
- Isola Vostočnyj (остров Восточный, "isola orientale"),[5] quella con l'elevazione massima. Ha una forma allungata e misura 4,3 km di lunghezza e 1,6 km di larghezza massima.[3]
- Isola Severnyj (остров Северный, "isola settentrionale"),[6] nonostante il nome non è la più a nord del gruppo, seppur di pochi decimi di grado. È la più piccola, dopo l'isolotto che si trova poco a sud-ovest, e misura circa 500 m di lunghezza.[3]

## Storia
Le isole sono state scoperte dalla spedizione polare norvegese sulla nave Fram, guidata da Fridtjof Nansen che le dedicò al console Axel Heiberg, uno dei finanziatori della spedizione. Nel 1940, sulle isole è stata creata una stazione polare come punto di riferimento per la navigazione lungo la rotta del passaggio a nord-est, abbandonata dal 1995.

## Isole adiacenti
- Isola di Helland-Hansen (остров Гелланд-Гансена, ostrov Gelland-Gansena), a sud-est.
- Isola Pervomajskij (остров Первомайский, ostrov Pervomajskij), a sud-est.